# Tjeckoslovakien i olympiska vinterspelen 1928
Tjeckoslovakien deltog med 25 deltagare vid de olympiska vinterspelen 1928 i Sankt Moritz. Totalt vann de en bronsmedalj.

## Medaljer

### Brons
- Rudolf Burkert - Backhoppning - Stor backe.